# Новики (Чернігівський район)
Новики́ — село в Україні, у Козелецькій селищній громаді Чернігівського району Чернігівської області. Населення становить 149 осіб (2014). До 2016 року орган місцевого самоврядування — Білейківська сільська рада.

## Географія
Село Новики розташоване за 66 км від обласного центру та 5 км від адміністративного центру селищної громади. Найближче сусіднє село Білейки (за 1,3 км).

## Історія
Вперше Новиков хутір був згаданий у переписній книзі Малоросійського приказу (1666). На хуторі мешкав Оθонка Гороходин, який мав два воли та одного коня.
1901 - 413 мешканців.
12 червня 2020 року, відповідно до розпорядження Кабінету Міністрів України № 730-р «Про визначення адміністративних центрів та затвердження територій територіальних громад Чернігівської області», село увійшло до складу Козелецької селищної громади.
19 липня 2020 року, в результаті адміністративно-територіальної реформи та ліквідації Козелецького району, село увійшло до складу Чернігівського району Чернігівської області.

## Населення

### Мова
Розподіл населення за рідною мовою за даними перепису 2001 року:
| Мова       | Кількість | Відсоток |
| ---------- | --------- | -------- |
| українська | 190       | 98.45%   |
| російська  | 3         | 1.55%    |
| Усього     | 193       | 100%     |

## Особистість
Уродженка села:
- Смаль Валентина Володимирівна (нар. 1963) — український географ.